# Festival international du film de Locarno 2020
Le Festival international du film de Locarno 2020, la 73e édition du festival (73° Festival del film Locarno), n'aura pas lieu sous sa forme physique habituelle, mais sera remplacée par Locarno 2020 - For the Future of Films, une initiative visant à favoriser le cinéma d'auteur et à soutenir les salles de cinéma. Locarno 2020 consiste en une série d'initiatives dédiées offrant un contenu spécial à la fois au public et aux professionnels de l'industrie sur une gamme de plates-formes qui comprendront - en fonction des circonstances en constante évolution - des projections sur des sites physiques en toute sécurité.